# Campionati europei di nuoto 2010 - 1500 metri stile libero femminili
Le qualifiche per la finale si sono svolte la mattina del 13 agosto 2010, mentre la finale si è svolta la sera del 14 agosto 2010.

## Medaglie
| Posizione | Atleta           | Paese     |
| --------- | ---------------- | --------- |
| Oro       | Lotte Friis      | Danimarca |
| Argento   | Grainne Murphy   | Irlanda   |
| Bronzo    | Erika Villaécija | Spagna    |

## Record
Prima della manifestazione il record del mondo (RM), il record europeo (EU) e il record dei campionati (RC) erano i seguenti.
| Record mondiale       | 15'42"54 | Kate Ziegler Stati Uniti  | 17 giugno 2007 Mission Viejo, Stati Uniti |
| Record europeo        | 15'44"93 | Alessia Filippi Italia    | 28 luglio 2009 Roma, Italia               |
| Record dei campionati | 15'58"54 | Flavia Rigamonti Svizzera | 23 marzo 2008 Eindhoven, Paesi Bassi      |

Durante la competizione non sono stati migliorati record.

## Risultati batterie
| Pos. | Atleta                       | Nazionalità | Tempo    | Batteria | Corsia | Note |
| ---- | ---------------------------- | ----------- | -------- | -------- | ------ | ---- |
| 1    | Grainne Murphy               | Irlanda     | 16:10.65 | 1        | 6      |      |
| 2    | Erika Villaécija             | Spagna      | 16:13.05 | 1        | 3      |      |
| 3    | Lotte Friis                  | Danimarca   | 16:18.77 | 2        | 4      |      |
| 4    | Marianna Lymperta            | Grecia      | 16:20.11 | 3        | 5      |      |
| 5    | Camelia Alina Potec          | Romania     | 16:21.73 | 2        | 3      |      |
| 6    | Isabelle Härle               | Germania    | 16:26.81 | 3        | 4      |      |
| 7    | Nina Dittrich                | Austria     | 16:27.60 | 3        | 2      |      |
| 8    | Tjaša Oder                   | Slovenia    | 16:31.45 | 2        | 6      |      |
| 9    | Eider Santamaria Marin       | Spagna      | 16:37.14 | 3        | 3      |      |
| 10   | Aurélie Muller               | Francia     | 16:42.79 | 1        | 5      |      |
| 11   | Jaana Ehmcke                 | Germania    | 16:43.71 | 2        | 5      |      |
| 12   | Giorgia Consiglio            | Italia      | 16:45.13 | 1        | 4      |      |
| 13   | Elena Sokolova               | Russia      | 16:45.40 | 3        | 6      |      |
| 14   | Kalliopi Araouzou            | Grecia      | 16:46.86 | 1        | 2      |      |
| 15   | Ionela Cozma                 | Romania     | 16:49.37 | 3        | 8      |      |
| 16   | EleftheriaEvgenia Efstathiou | Grecia      | 16:49.68 | 3        | 7      |      |
| 17   | Ekaterina Seliverstova       | Russia      | 16:52.18 | 2        | 2      |      |
| 18   | Vivien Kadas                 | Ungheria    | 16:52.73 | 1        | 7      |      |
| 19   | Vanessa Balogh               | Ungheria    | 17:06.73 | 2        | 1      |      |
| 20   | Iris Matthey                 | Svizzera    | 17:11.93 | 3        | 1      |      |
| 21   | Yesim Giresunlu              | Turchia     | 17:12.34 | 1        | 1      |      |
| 22   | Teja Zupan                   | Slovenia    | 17:22.98 | 2        | 7      |      |

## Finale
| Pos. | Atleta              | Nazionalità | Corsia | Tempo    | Note |
| ---- | ------------------- | ----------- | ------ | -------- | ---- |
|      | Lotte Friis         | Danimarca   | 3      | 15:59.13 |      |
|      | Grainne Murphy      | Irlanda     | 4      | 16:02.29 |      |
|      | Erika Villaécija    | Spagna      | 5      | 16:05.08 |      |
| 4    | Camelia Alina Potec | Romania     | 2      | 16:17.67 |      |
| 5    | Marianna Lymperta   | Grecia      | 6      | 16:20.19 |      |
| 6    | Nina Dittrich       | Austria     | 1      | 16:23.63 |      |
| 7    | Tjaša Oder          | Slovenia    | 8      | 16:23.70 |      |
| 8    | Isabelle Härle      | Germania    | 7      | 16:24.45 |      |